# Musée archéologique national (Bulgarie)
 (mars 2024).
Si vous disposez d'ouvrages ou d'articles de référence ou si vous connaissez des sites web de qualité traitant du thème abordé ici, merci de compléter l'article en donnant les références utiles à sa vérifiabilité et en les liant à la section « Notes et références ».
Pour les articles homonymes, voir Musée archéologique national.
Le Musée national d'archéologie de Bulgarie (en bulgare : Национален археологически музей, translittération scientifique internationale : Nacionalen arheologičeski muzej) est un musée situé à Sofia, en Bulgarie. Par l'importance de ses collections, il constitue un véritable trésor patrimonial pour la Bulgarie.

## Bâtiment

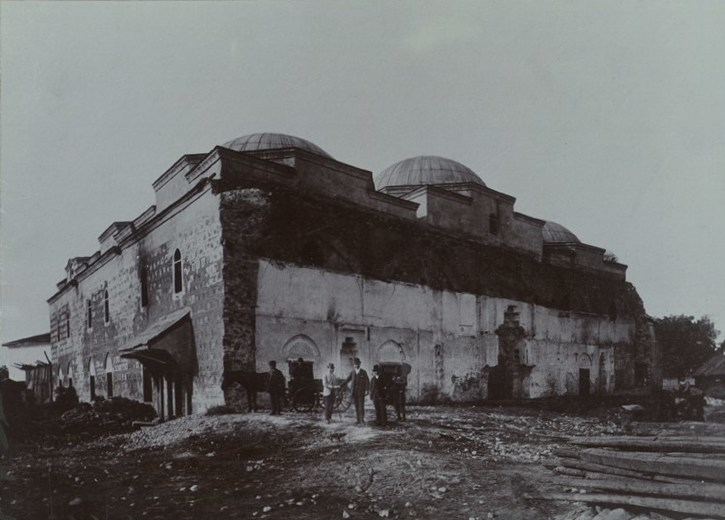
Ancienne Grande Mosquée de Sofia, aujourd'hui le musée

Le musée occupe les bâtiments de l'ancienne grande mosquée ottomane (en turc : Sofya Büyük Camii), édifiée de 1451 à 1494 sous Mehmed II. Il a été inauguré en 1905. Il est composé de cinq grandes salles. Il est géré par l'Académie bulgare des sciences.

## Collections

### Préhistoire
La salle de préhistoire occupe le rez-de-chaussée de l'aile nord du musée. Elle couvre le Paléolithique, le Néolithique et l'Âge du bronze ancien, de 1,6 Ma à 1600 av. J.-C. Le plus ancien dessin gravé sur pierre connu en Europe, daté de 50 000 ans, et le plus ancien fragment d'os gravé, daté de 1,1 million d'années, y sont exposés.
- Paléolithique inférieur (de 1,6 million à 300 000 ans avant le présent (AP)) : trouvailles de la grotte de Kozarnika, qui a livré la plus ancienne trace humaine connue en Europe, datée de 1,6 Ma ; objets trouvés dans des fouilles effectuées dans les Rhodopes de l'Ouest.
- Paléolithique moyen (de 300 000 à 48 000 ans AP) : collection d'objets de la grotte de Bacho Kiro, de Samouilitza, Kozarnika ; pointe de lance en silex provenant du Balkan est.
- Paléolithique supérieur (de 48 000 à 11 700 ans AP) : objets des grottes de Temnata, Doupka et Kozarnika.

Cette salle présente aussi des ossements et dents d'animaux de ces périodes : ours des cavernes (Ursus spelaeus), tigre à dents de sabre (Homotherium latidens), renne (Rangifer tarandus), cerf géant (Megaloceros giganteus), mammouth méridional (Mammuthus meridionalis), cheval des forêts (Equus caballus germanicus).

### Salle des Trésors
Située au premier étage de l'aile est, elle expose des trésors et des objets d'art allant de l'Âge du bronze récent jusqu'à l'Antiquité récente. On y trouve par exemple le contenu de six tombeaux de guerre en provenance de la nécropole de Trébénichté, en Macédoine.
Les vestiges les plus fameux sont les trois trésors thraces : le trésor d'or de Valtchitran, Pléven (13 pièces), le harnais d'argent de Loukovit, Lovetch, les bijoux d'or et les objets d'argent de Nikolaévo, Pléven (orfèvrerie romaine).
Parmi les nombreux objets issus des Thraces, on peut citer les objets de la région de Kazanlak et du tumulus de Svétitza, le masque mortuaire d'or ainsi que la tête de la statue de bronze du tumulus Golyama Kosmatka, près de Chipka.

### Salle centrale
Elle retrace, au premier étage du bâtiment principal, les différentes cultures présentes dans les Balkans de l'Antiquité au Moyen Âge : Thraces, Grecs, Romains, Byzantins, Bulgares et Ottomans.

### Moyen-Âge
La salle du Moyen-Âge, au second étage du bâtiment principal, est principalement consacrée aux royaumes bulgares. On y trouve une copie du cavalier de Madara (la seule copie du musée), la plus grande collection de fresques de Bulgarie, des bijoux, des objets de céramique de la vie quotidienne, des armes.

## Galerie

Musée archéologique national
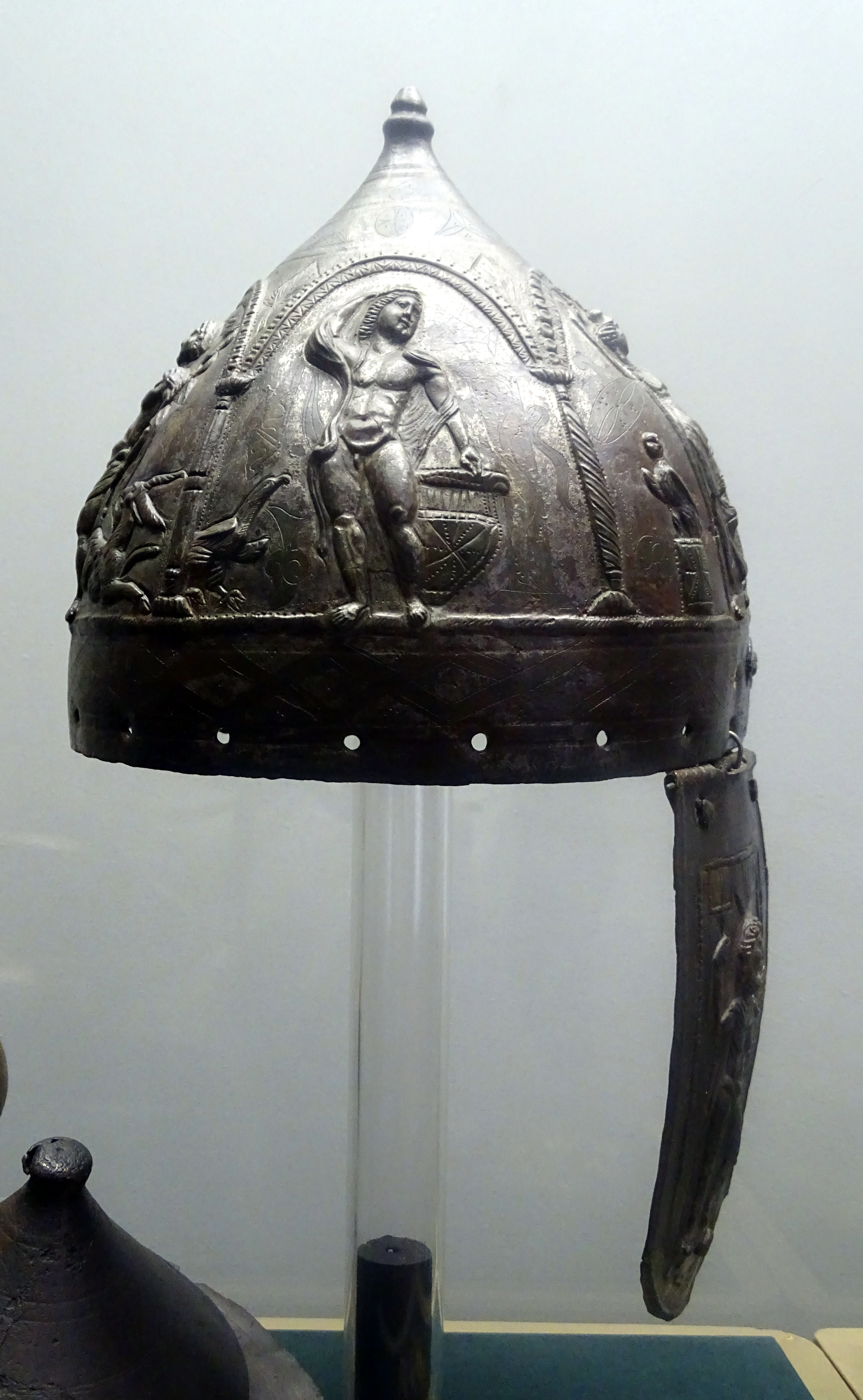
Casque de bronze, Ier siècle
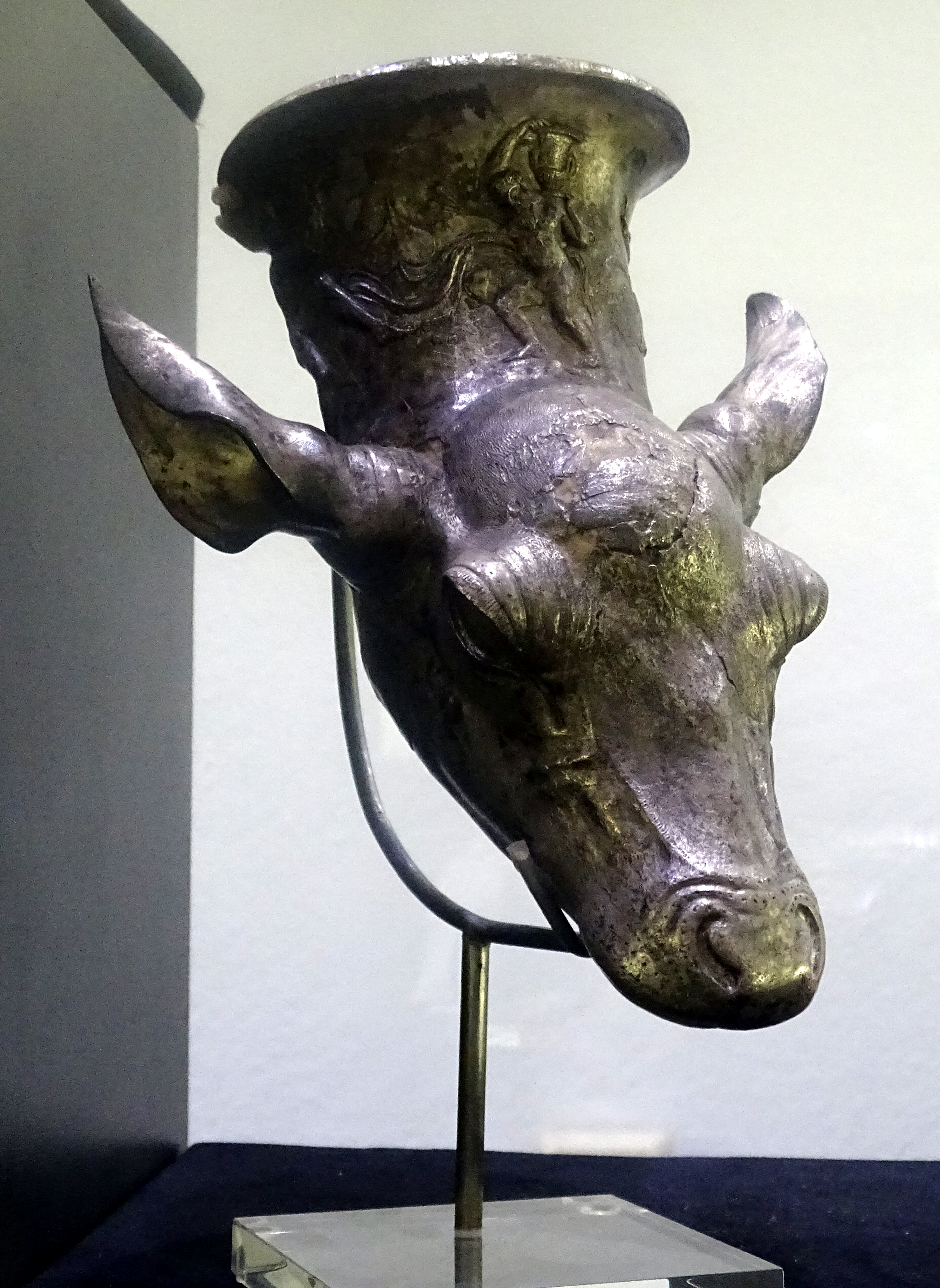
Rhyton
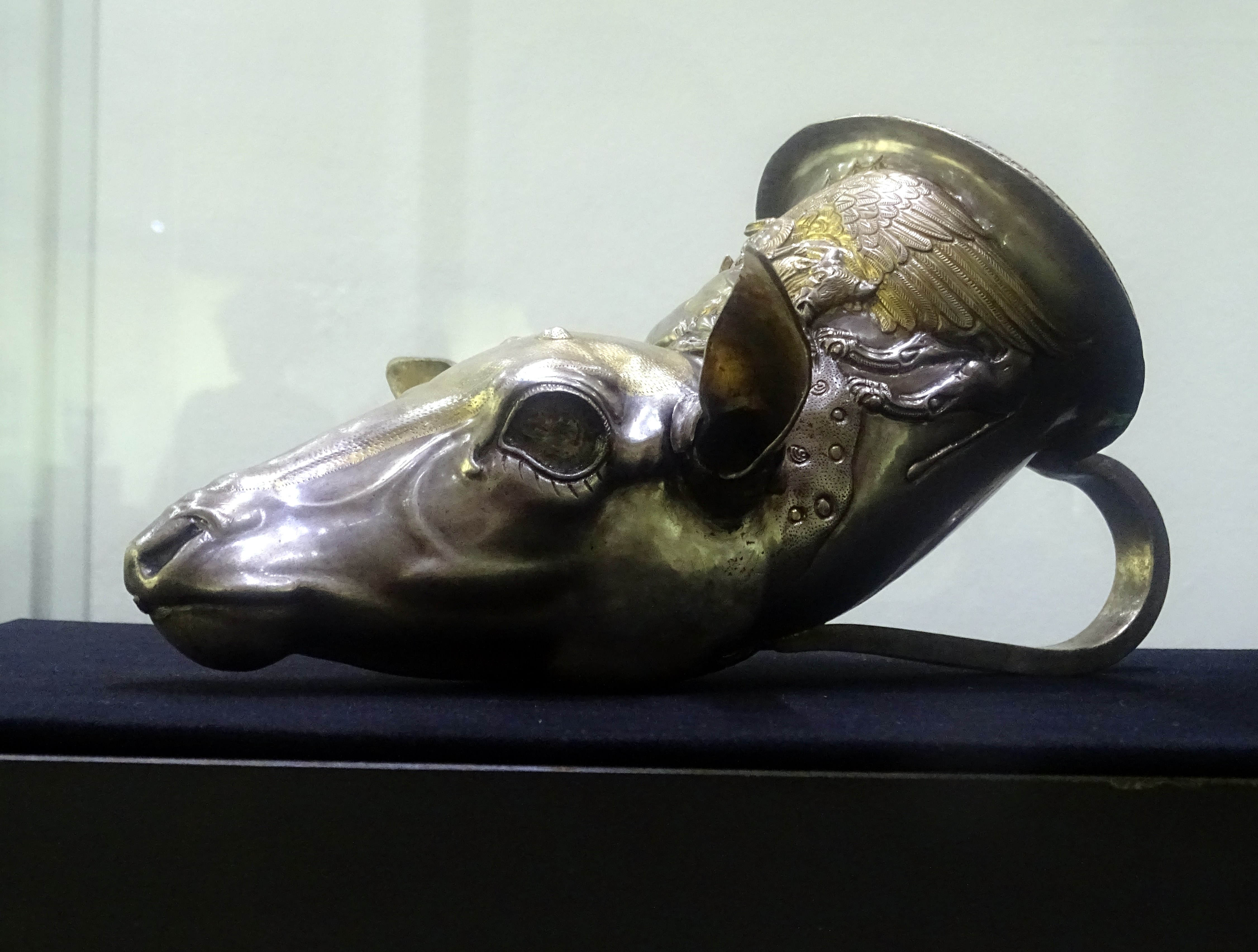
Rhyton
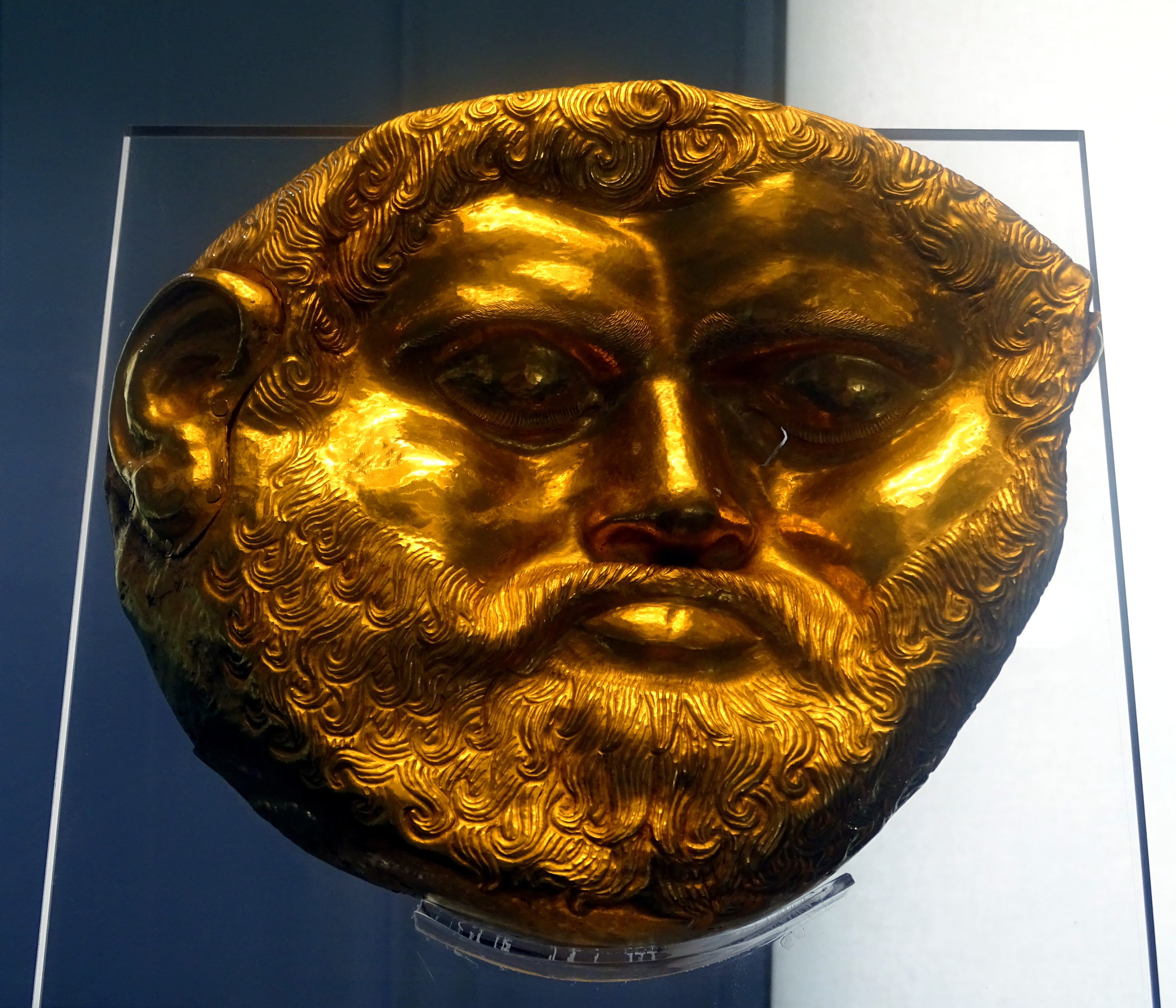
Masque funéraire
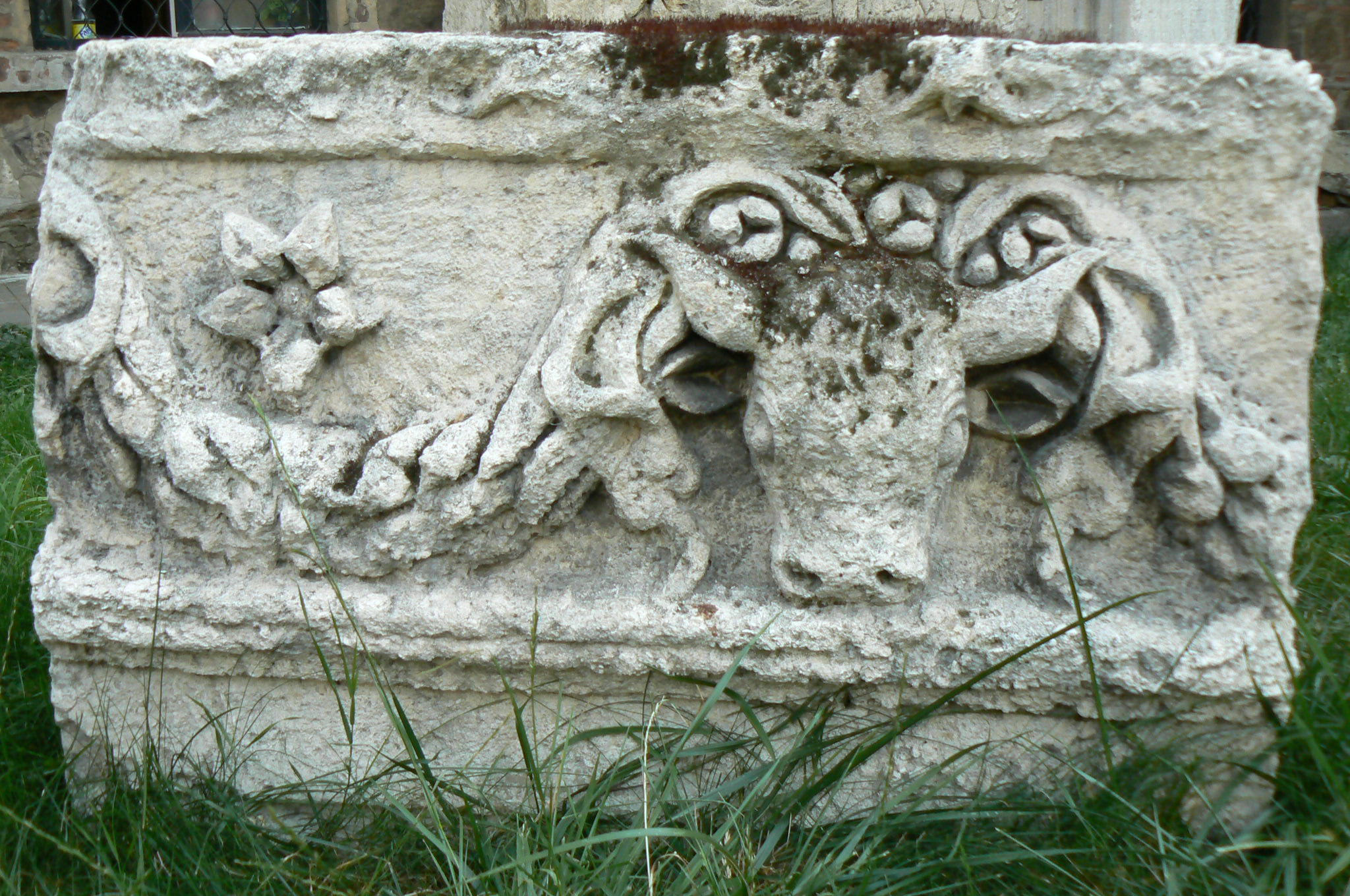
Lapidarium
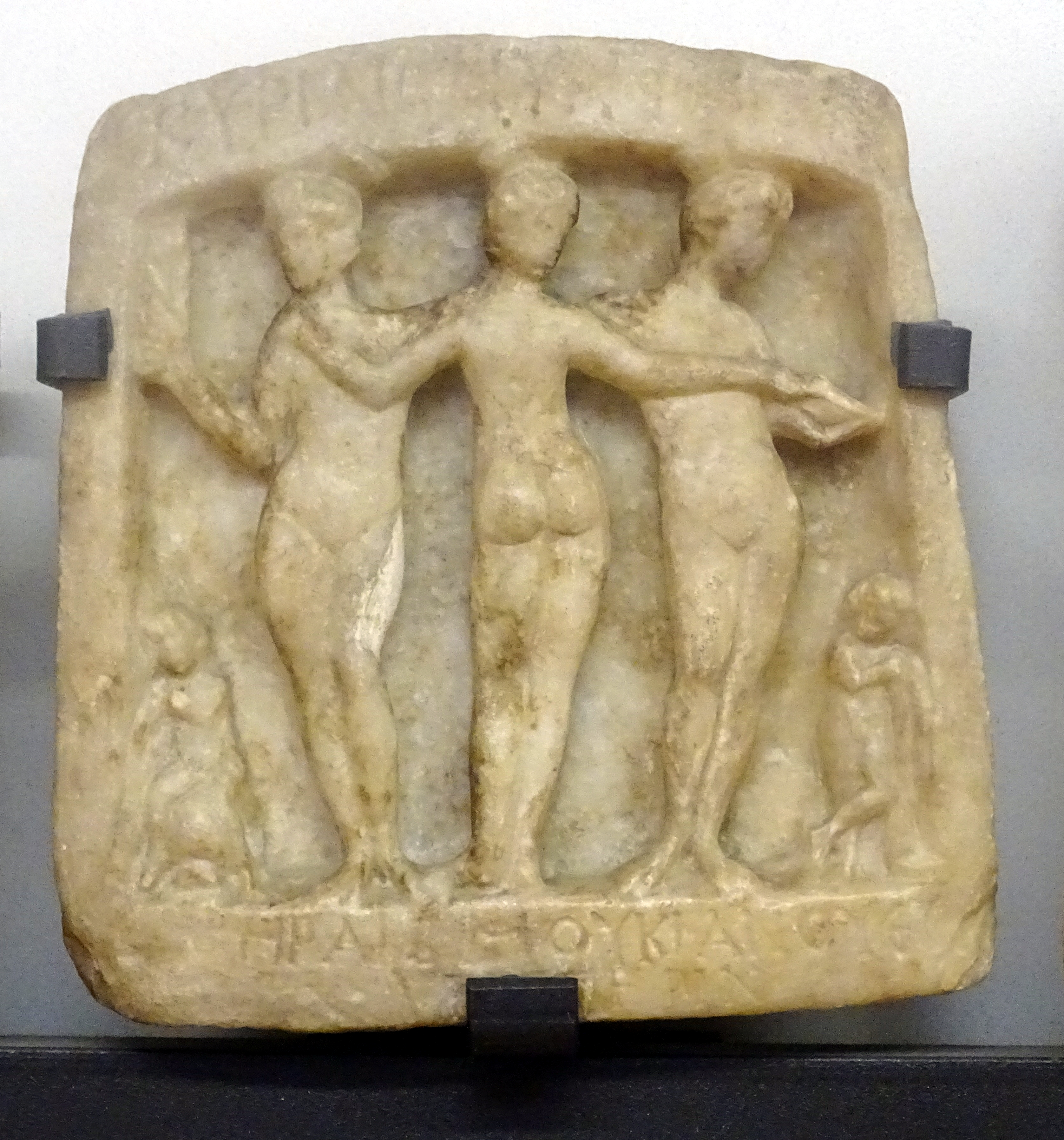
Table votive, les Trois Grâces